# Order the songs
『「ご注文はうさぎですか？」キャラクターソング・セレクションアルバム / order the songs』（ごちゅうもんはうさぎですか キャラクターソング・セレクションアルバム オーダー・ザ・ソングス）は、テレビアニメ『ご注文はうさぎですか?』のセレクション・アルバム。2016年12月21日にNBCユニバーサルより発売された。
テレビアニメ第1期シリーズ全12羽を収録したDVD-BOXおよびBlu-ray BOXと同時発売。

## 概要
テレビアニメ『ご注文はうさぎですか?』のキャラクターソングを一挙に収録したセレクション・アルバム。オープニング・エンディングテーマ曲の「Daydream café」「ぽっぴんジャンプ♪」ほか、第1期のキャラクターソングの中からセレクトされた28曲を収録。
本作の続編として「order the songs2」がリリースされた。

## 収録内容
| #         | タイトル                       | 作詞         | 作曲         | 編曲         | 歌唱                               | 時間  |
| --------- | ------------------------------ | ------------ | ------------ | ------------ | ---------------------------------- | ----- |
| 1.        | 「宝箱のジェットコースター」   | 畑亜貴       | 大久保薫     | 大久保薫     | Petit Rabbit's                     | 3:25  |
| 2.        | 「VSマイペース?」              | 辻純更       | 大川茂伸     | 大川茂伸     | 振り回され隊                       | 3:46  |
| 3.        | 「色葉おしながき」             | 辻純更       | 木村有希     | 大久保薫     | 千夜 (佐藤聡美)                    | 4:45  |
| 4.        | 「スマイルメーカー」           | 高瀬愛虹     | 若林充       | 若林充       | ココア (佐倉綾音)                  | 3:49  |
| 5.        | 「Love & Gun」                 | 磯谷佳江     | 中村久志     | 草野よしひろ | リゼ (種田梨沙)                    | 3:45  |
| 6.        | 「カフェインファイター」       | 高瀬愛虹     | 石田寛朗     | 中山聡       | シャロ (内田真礼)                  | 4:35  |
| 7.        | 「a cup of happiness」         | 磯谷佳江     | cAnON.       | 馬場一嘉     | チノ (水瀬いのり)                  | 4:35  |
| 8.        | 「ナマイキTiny Heart」         | ツキダタダシ | ツキダタダシ | ツキダタダシ | マヤ (徳井青空)                    | 4:14  |
| 9.        | 「ナイショのはなしは夢の中で」 | やしきん     | やしきん     | やしきん     | メグ (村川梨衣)                    | 5:02  |
| 10.       | 「ずっと一緒」                 | 磯谷佳江     | 辺見さとし   | 川﨑海       | 千夜 (佐藤聡美)、シャロ (内田真礼) | 4:28  |
| 11.       | 「Eを探す日常」                | 畑亜貴       | PandaBoY     | PandaBoY     | リゼ (種田梨沙)、シャロ (内田真礼) | 4:39  |
| 12.       | 「Rabbit Hole」                | ツキダタダシ | ツキダタダシ | ツキダタダシ | ココア (佐倉綾音)、リゼ (種田梨沙) | 3:45  |
| 13.       | 「きらきらエブリディ」         | うらん       | 大隅知宇     | 大隅知宇     | チマメ隊                           | 3:47  |
| 14.       | 「ぽっぴんジャンプ♪」          | うらん       | 木村有希     | やしきん     | チマメ隊                           | 4:00  |
| 合計時間: | 合計時間:                      | 合計時間:    | 合計時間:    | 合計時間:    | 合計時間:                          | 58:35 |

| #         | タイトル                                 | 作詞      | 作曲      | 編曲         | 歌唱                                 | 時間  |
| --------- | ---------------------------------------- | --------- | --------- | ------------ | ------------------------------------ | ----- |
| 1.        | 「ぴょん'sぷりんぷるん」                 | 畑亜貴    | 大久保薫  | 大久保薫     | チマメ隊                             | 3:54  |
| 2.        | 「ハートぷるぷる事件です」               | 畑亜貴    | 大久保薫  | 大久保薫     | 振り回され隊                         | 3:54  |
| 3.        | 「月夜にお砂糖星」                       | うらん    | 大川茂伸  | 大川茂伸     | 千夜 (佐藤聡美)                      | 4:31  |
| 4.        | 「チョコリズムチョコルール」             | 畑亜貴    | 木村有希  | 木村有希     | ココア (佐倉綾音)                    | 4:39  |
| 5.        | 「ミカヅキドロップ」                     | 辻純更    | 松浦雄太  | 草野よしひろ | リゼ (種田梨沙)                      | 4:11  |
| 6.        | 「麗しのShooting star」                  | 小山哉枝  | 大久保薫  | 大久保薫     | シャロ (内田真礼)                    | 3:57  |
| 7.        | 「魔法少女チノ」                         | 高瀬愛虹  | 高木隆次  | やしきん     | チノ (水瀬いのり)                    | 3:51  |
| 8.        | 「Theme of Phantom Thief Lapin」         | -         | 川田瑠夏  | 川田瑠夏     | -                                    | 2:45  |
| 9.        | 「怪盗ラパン -The Phantom Thief Lapin-」 | 高瀬愛虹  | 川田瑠夏  | 川田瑠夏     | シャロ (内田真礼)                    | 4:16  |
| 10.       | 「うさぎになったバリスタ」               | 高瀬愛虹  | 中畑丈治  | 中畑丈治     | 青山ブルーマウンテン (早見沙織)      | 5:13  |
| 11.       | 「出かけましょうと答えましょう」         | 畑亜貴    | 小野貴光  | 渡部チェル   | チノ (水瀬いのり)                    | 3:38  |
| 12.       | 「全天候型いらっしゃいませ」             | 畑亜貴    | やしきん  | やしきん     | ココア (佐倉綾音)、チノ (水瀬いのり) | 3:46  |
| 13.       | 「一匙のお姫さま物語」                   | 畑亜貴    | 大久保薫  | 大久保薫     | Petit Rabbit's                       | 3:23  |
| 14.       | 「Daydream café」                        | 畑亜貴    | 大久保薫  | 大久保薫     | Petit Rabbit's                       | 4:15  |
| 合計時間: | 合計時間:                                | 合計時間: | 合計時間: | 合計時間:    | 合計時間:                            | 56:13 |

### 解説

#### Disc 1
1. 宝箱のジェットコースター
  - シングル「宝箱のジェットコースター」表題曲[2]。
  - 2020年4-5月実施「みんなで選ぶ『ごちうさ』名曲投票」第15位[3]。
  - この曲の発表後に、原作9巻第1話へサブタイトルが輸入されている[注 1][4]。
  - 芥川龍之介の『トロツコ』が歌詞のベースになっている[5]。
2. VSマイペース?
  - アルバム「ごちうさブレンド」収録曲[6]。
  - 2020年4-5月実施「みんなで選ぶ『ごちうさ』名曲投票」第19位[3]。
  - 「ごちうさブレンド」での収録時の名義には「振り回され隊」は使われていなかった[6]。この曲の発表後に、原作4巻第7話へサブタイトルが「VSマイペース」（クエスチョンマークなし）として逆輸入され、当該話で「振り回され隊」と命名された[7][8]。
  - 音楽プロデューサーの藤平直孝は、作編曲の大川へ、振り回されているドタバタ感とかわいらしさを詰め込むよう要望した[9]。
3. 色葉おしながき
  - シングル「キャラクターソング3 千夜&シャロ」収録曲[10]。
  - 和楽器の音を多用し、明るく軽快な千夜の様子を表現した[9]。
4. スマイルメーカー
  - シングル「キャラクターソング2 ココア&リゼ」収録曲[11]。
  - 素のココアに近い明るさを、ポップな曲調で表現した[9]。
5. Love & Gun
  - シングル「キャラクターソング2 ココア&リゼ」収録曲[11]。
  - ロックな曲調でリゼのかっこよさを、高音の単音フレーズやシンセサイザーでリゼの内面の乙女さを表現した[9]。
6. カフェインファイター
  - シングル「ハートぷるぷる事件です」収録曲[2]。
  - 2020年4-5月実施「みんなで選ぶ『ごちうさ』名曲投票」第7位[3]。
  - カフェインを摂取すると酔うシャロのキャラクター性を知ることができ、シャロを身近に感じられる曲[9]。
7. a cup of happiness
  - シングル「キャラクターソング1 ココア&チノ」収録曲[12]。
  - カントリー調の曲[9]。藤平はコーヒーを片手に聴いてもらいたい曲にしたかったと述べている[9]。
8. ナマイキTiny Heart
  - シングル「ぴょん'sぷりんぷるん」収録曲[2]。
  - ナマイキだけど仲良くしてほしいマヤの心情が表現されている[2]。
9. ナイショのはなしは夢の中で
  - シングル「ぴょん'sぷりんぷるん」収録曲[2]。
  - メグのふわふわしたかわいい表面と、しっかり者の芯の部分が表現されている[2][13]。
10. ずっと一緒
  - シングル「キャラクターソング3 千夜&シャロ」収録曲[10]。
  - 千夜とシャロがお泊まり会で会話している様子を表現した[9]。
11. Eを探す日常
  - シングル「キャラクターソング4 リゼ&シャロ」収録曲[14]。
  - 2020年4-5月実施「みんなで選ぶ『ごちうさ』名曲投票」第9位[3]。
  - この曲の発表後に、原作4巻第9話[7]およびアニメ第2期第10羽[15]へ「Eを探す日常」として、原作7巻第6話[16]へ「Eを探し続ける日常」としてサブタイトルが逆輸入された。
12. Rabbit Hole
  - シングル「キャラクターソング2 ココア&リゼ」収録曲[11]。
  - 2020年4-5月実施「みんなで選ぶ『ごちうさ』名曲投票」第22位[3]。
  - 佐倉はレコーディング時に、曲調から自然とテンションが上がり、楽しく収録していた[2]。
13. きらきらエブリディ
  - アルバム「ごちうさブレンド」収録曲[6]。
  - チマメ隊が歌うもう一つのエンディングテーマを想像して制作された[13]。身近にある小さな幸せのようなかわいさが表現されている[2]。
14. ぽっぴんジャンプ♪
  - チマメ隊のシングル「ぽっぴんジャンプ♪」表題曲[17]。
  - テレビアニメ「ご注文はうさぎですか?」エンディングテーマ。

#### Disc 2
1. ぴょん'sぷりんぷるん
  - シングル「ぴょん'sぷりんぷるん」表題曲[2]。
  - 『ご注文はラジオですか?? ～チマメ隊のポポロンラジオ～』オープニングテーマ[18]。
  - 「もしチマメ隊がオープニングテーマを歌ったら」がテーマになっている曲[13]。
2. ハートぷるぷる事件です
  - シングル「ハートぷるぷる事件です」表題曲[2]。
  - 「事件」という題名に反して、楽しく爽快な曲になっている[2][13]。
3. 月夜にお砂糖星
  - シングル「宝箱のジェットコースター」収録曲[2]。
  - 複雑な展開を入れることで千夜の奥深いキャラクター性を強調し、本作の世界を擬似体験できるよう表現した[13]。
4. チョコリズムチョコルール
  - シングル「宝箱のジェットコースター」収録曲[2]。
  - 元気いっぱいで表情豊かなココアの様子を表現した[13]。
5. ミカヅキドロップ
  - シングル「宝箱のジェットコースター」収録曲[2]。
  - 曲の雰囲気は「Love＆Gun」、歌詞の雰囲気は「夢見るアプレミディ」の前段部分をイメージしている[13]。ゆるふわ感はほとんど無く、ロックな曲になっている[2]。
6. 麗しのShooting star
  - シングル「キャラクターソング4 リゼ&シャロ」収録曲[14]。
7. 魔法少女チノ
  - コミックマーケット88にてセット販売されたCD「イメージソング 魔法少女チノ」収録曲[19]。
  - 2020年4-5月実施「みんなで選ぶ『ごちうさ』名曲投票」第5位[3]。
  - 魔法少女チノの呪文である「カフェラテ・カフェモカ・カプチーノ」のフレーズの入れ方は、時間をかけてこだわった[20]。
8. Theme of Phantom Thief Lapin
  - コミックマーケット90にてセット販売されたCD「怪盗ラパン スペシャルCD」収録曲[21]。
9. 怪盗ラパン -The Phantom Thief Lapin-
  - コミックマーケット90にてセット販売されたCD「怪盗ラパン スペシャルCD」収録曲[21]。
  - 2020年4-5月実施「みんなで選ぶ『ごちうさ』名曲投票」第23位[3]。
10. うさぎになったバリスタ
  - アルバム「ごちうさブレンド」収録曲[6]。
  - 2020年4-5月実施「みんなで選ぶ『ごちうさ』名曲投票」第21位[3]。
  - 「作中内で青山が書いた映画化小説『うさぎになったバリスタ』の主題歌を自らが歌うとしたら」と考えて作られたバラード曲[13]。
11. 出かけましょうと答えましょう
  - アルバム「cup of chino」収録曲[20]。
  - チノの豊かな感性を表現した[20]。
12. 全天候型いらっしゃいませ
  - シングル「キャラクターソング1 ココア&チノ」収録曲[12]。
  - 2020年4-5月実施「みんなで選ぶ『ごちうさ』名曲投票」第28位[3]。
  - この曲の発表後に、原作6巻第10話へサブタイトルが「全天候型いらっしゃいませ - VER SNOW -」として逆輸入されている[22]。
  - 本作の世界に連れて行かれる感覚を味わえるように作られた[9]。
13. 一匙のお姫さま物語
  - アルバム「ごちうさブレンド」収録曲[6]。読みは「あいすくりーむふぁんたじあ」[6]。
  - 2020年4-5月実施「みんなで選ぶ『ごちうさ』名曲投票」第18位[3]
  - アニメ第1期のオープニングテーマの候補曲であった[9][注 2] 。
14. Daydream café
  - Petit Rabbit'sのシングル「Daydream café」表題曲[23]。
  - テレビアニメ「ご注文はうさぎですか?」オープニングテーマ。
  - パッケージや歌詞カードに表記はないが、『セカイがカフェになっちゃった!』へ繋がるアウトロが追加されたアルバムバージョンでの収録である[24]。

### ユニットメンバー
1. ↑  ココア（佐倉綾音）、チノ（水瀬いのり）、リゼ（種田梨沙）、千夜（佐藤聡美）、シャロ（内田真礼）
2. ↑  チノ（水瀬いのり）、リゼ（種田梨沙）、シャロ（内田真礼）
3. ↑  チノ（水瀬いのり）、マヤ（徳井青空）、メグ（村川梨衣）